# Tito Chambino
Tito Samuel Chambino Caldeira (Castelo Branco, 6 de maio de 1996) é um artista, escultor e professor português. Soma inúmeras exposições individuais e coletivas – tanto em Portugal como no estrangeiro – integrando algumas coleções particulares e públicas. Divide a sua atividade profissional enquanto artista plástico e professor.

## Biografia
Nasceu no dia 6 de Maio de 1996 em Castelo Branco, Portugal. Na sua adolescência estudou na escola secundária Amato Lusitano. Em 2015 mudou-se para Lisboa onde, entre 2015 e 2019 tirou a licenciatura em pintura na Faculdade de Belas-Artes, Lisboa. Depois entre 2019 e 2021 tirou o mestrado em Ensino de Artes Visuais no Instituto Superior de Educação, Universidade de Lisboa.
Na sua tese de mestrado: "Em busca da perfeição: a reinterpretação de uma obra em contexto escolar", relata uma prática de ensino supervisionada desenvolvida na Escola Secundária José Gomes Ferreira com alunos do 9.º ano, durante o ano letivo 2020/2021. Atualmente leciona como professor – em escolas públicas do ensino básico e secundário – disciplinas como: Desenho A e Oficina de Artes. Paralelamente, também leciona na Escola de Artes Pedro Serrenho, Campo de Ourique.

## Estilo
No domínio das artes plásticas, Chambino veio explorar maioritariamente a vertente da escultura/instalação e da pintura – sendo que a primeira tem vindo a assumir uma maior preponderância no seu projeto autoral. Subjacentes ao seu trabalho estão questões em torno do espaço – o espaço na peça, a peça em função do espaço que ocupa, e aquilo que as medeia – , questões em torno do tempo – enquanto permutabilidade da obra – e questões em torno do material e da matéria, onde predomina uma redução e simplificação estrutural, bem como uma procura incessante pela perfeição das formas.

## Exposições coletivas
2018
- Galeria Porto Oriental, 2018[6]
- Fest&Vale, 2018
- Cabral Moncada Leilões – Jovens Artistas, 2018[7]
- 11.ª Edição Gab-a – Galerias Abertas Belas Artes, 2018[8]
- Festins - Arte ao Vivo, 2018

2019
- Jov’arte – Bienal Jovem, 2019[9]
- II Simpósio Internacional de Pintura – Museu de Portimão, 2019[10]
- Cenografia da peça Entremez da Peregrina – Casa Museu Dr. Anastácio Gonçalves, 2019
- 12.ª Edição Gab-a – Galerias Abertas Belas, 2019
- Auditório Municipal Augusto Cabrita/Pada Studios – Capítulo I, 2019[11]
- Círculo de Artes Plásticas de Coimbra – 1 000 056.º Aniversário da Arte, 2019[12]
- AKVO – Encuentro Internacional de Arte Contemporáneo – Museu de Almería, 2019[13]

2020

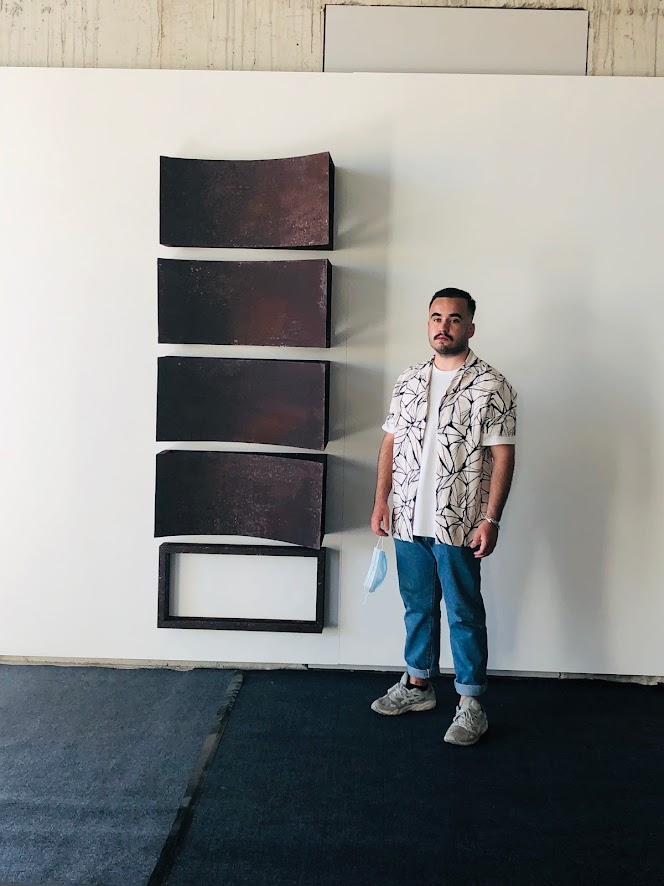
Tito Chambino em Vila Nova de Cerveira, com a sua obra "ín-te-rim", em 2020

- AMÁLIA UM OLHAR CONTEMPORÂNEO – Galeria António Prates, 2020[14]
- XXI Bienal Internacional de Arte de Cerveira, 2020[15][16]
- XV Edição do Prémio de Pintura e Escultura D. Fernando II – MU.SA – Museu dasArtes de Sintra – CM Sintra, 2020[3]

2021
- 6.ª Bienal Internacional de Arte de Espinho, 2021[17]
- 4.ª Bienal Internacional de Arte Gaia, 2021[18]
- XVI Edição do Prémio de Pintura e Escultura D. Fernando II – MU.SA – Museu das Artes de Sintra, 2021[18]

## Exposições individuais
2021
- RIGOR MORTIS – Casa Amarela – Galeria Municipal de Castelo Branco Dilacera, 2021[3]
- Une e Purifica – Casa das Artes de Tavira, 2021[3]

## Obra
- 2019, "i·lé·ce·bra" , Ferro, 150 cm x 40 cm x 31.5 cm.
- 2019, "somos um só que se multiplica, e quatro que se dividem em dois." Ferro, 150 cm x 75 cm x 37,5 cm.
- 2019, "espero por ti do outro lado", Instalação em Ferro, 140 cm. x 120 cm. x 37,5 cm.
- 2019, "sem ti e sem título". 40 cm. x 30 cm. Técnica Mista sob/tela.
- 2019, "Mesmo sabendo que não voltas, eu espero por ti". Técnica Mista sob/papel. 50 cm. x 70 cm.
- 2020, “ín-te-rim”. Escultura em Ferro, 190 cm. x 70 cm. x 35 cm.
- 2020, "Projetamos a ira, perdemos a fé." Técnica Mista sobre plástico e papel. 33 cm. x 42 cm.
- 2020, "ombro a ombro", Técnica Mista sob/papel de 300 gramas, 45 cm. x 49 cm.
- 2020, "quero que fiques e queiras ficar." Técnica Mista sob/papel com 300 gr. 30 cm. x 40 cm.
- 2020, "a pele que há em mim." Técnica Mista sob/papel. 30 cm. x 40 cm.
- 2020, "ontem, hoje e amanhã são o mesmo dia." Técnica Mista sob/ papel.
- 2020, "inter sanctum et pollutum / entre o sagrado e o profano". Instalação em Ferro. 125 cm. x 125 cm. x 61.5 cm
- 2021, Rigor Mortis", Escultura em Ferro. 196 cm. x 90 cm. x 45 cm.
- 2021, "Habito o hábito entre a vida e o óbito". Instalação em Ferro. 200 cm. x 200 cm. x 115 cm.
- 2021, "Este abismo que somos nós". Instalação em Ferro. Dimensões Variáveis.
- 2021, Dura-máter, Escultura em ferro, 190 cm. x 60 cm. x 30 cm.
- 2021, "o meu túmulo é o teu corpo". Escultura em Ferro. Dimensões variáveis.
- 2021, "pró-fu-go". Escultura em Ferro. Dimensões variáveis.
- 2021, "Ma-ras-mo", Escultura em Ferro, 165 cm. x 12 cm. x 4 cm.
- 2021, "Todos os meus amores morreram à minha imagem". Escultura em Ferro. 24 cm. x 24 cm. x 24 cm.
- 2022, "ALFA III", Escultura em Ferro, 5,30 mts de altura.
- 2025, "Enlacemos as mãos e dancemos juntos ao som da marcha fúnebre". Escultura em Ferro Oxidado, 216 cms x 144 cms. x 4 cms.